# Liste de séismes au Japon
Pour un article plus général, voir Listes de séismes.

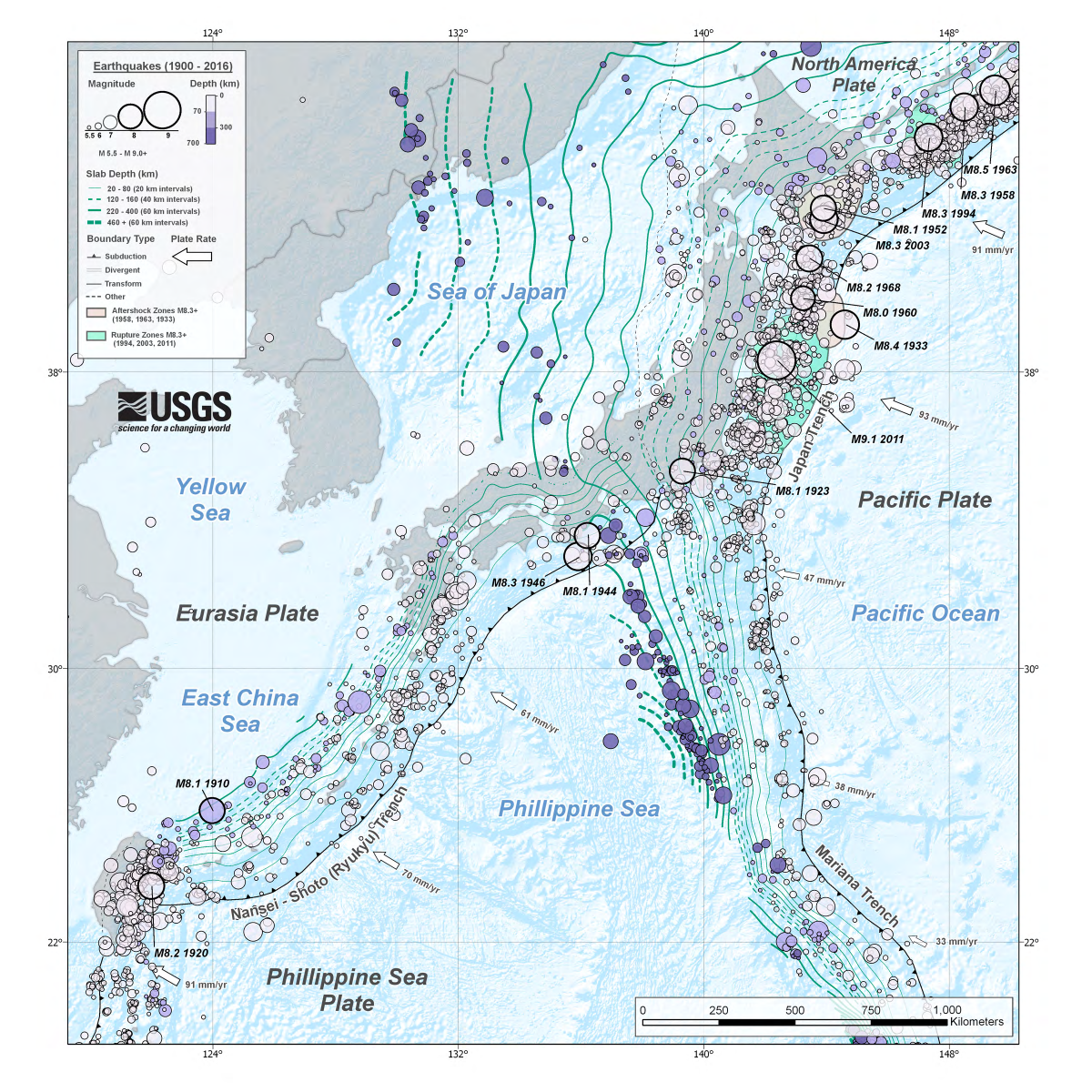
Zones des principaux tremblement de terre au Japon (1900-2016).

Cet article est la liste non exhaustive des principaux séismes ayant eu lieu dans l'histoire du Japon ayant causé d'importants dégâts ou victimes. Comme indiqué ci-dessous, la magnitude est mesurée sur l'échelle de Richter (ML) ou sur l'échelle de magnitude de moment (Mw), ou sur l'échelle de magnitude des ondes de surface (Ms) pour les tremblements de terre très anciens. Cette liste n'est pas exhaustive et, en outre, les données fiables et précises sur la magnitude sont rares pour les tremblements de terre qui se sont produits avant la mise au point des instruments de mesure modernes.

## Historique
Bien qu'il soit fait mention d'un tremblement de terre à Yamato, dans l'actuelle préfecture de Nara, le 23 août 416, le premier tremblement de terre documenté de manière fiable a eu lieu dans la préfecture de Nara le 28 mai 599, sous le règne de l'impératrice Suiko, et a détruit des bâtiments dans toute la province de Yamato,. Il existe de nombreux documents historiques sur les tremblements de terre au Japon. Le Comité impérial d'investigation des tremblements de terre a été créé en 1892 pour procéder à une collecte systématique des données historiques disponibles, publiées en 1899 sous le nom de Catalogue of Historical Data on Japanese Earthquakes (« Catalogue des données historiques sur les tremblements de terre au Japon »).
À la suite du grand tremblement de terre du Kantō en 1923, le Comité impérial d'enquête sur les tremblements de terre a été remplacé par le Earthquake research institute (« Institut de recherche sur les tremblements de terre ») en 1925. Aujourd'hui, les catalogues compilés par Tatsuo Usami (ja) sont considérés comme la source d'information la plus fiable sur les tremblements de terre historiques, l'édition 2003 en détaillant 486 qui ont eu lieu entre 416 et 1888.

## Mesures des séismes
Au Japon, l'échelle de Shindo est couramment utilisée pour mesurer les tremblements de terre en fonction de l'intensité sismique plutôt que de la magnitude. Elle est similaire à l'échelle d'intensité de Mercalli modifiée utilisée aux États-Unis, à l'échelle de Liedu utilisée en Chine ou à l'échelle macrosismique européenne (EMS), ce qui signifie que l'échelle mesure l'intensité d'un tremblement de terre à un endroit donné au lieu de mesurer la source d'énergie qu'un tremblement de terre libère à son épicentre (sa magnitude), comme le fait l'échelle de Richter.
Contrairement aux autres échelles d'intensité sismique, qui comportent normalement douze niveaux d'intensité, le shindo (震度 ; intensité sismique, littéralement « degré de secousse ») utilisé par l'Agence météorologique japonaise est une unité à dix niveaux, allant de Shindo zéro, une très légère secousse, à Shindo sept, un tremblement de terre grave. Les niveaux intermédiaires pour les tremblements de terre de Shindo cinq et six sont « faibles » ou « forts », selon le degré de destruction qu'ils provoquent. Les tremblements de terre mesurés à Shindo quatre et moins sont considérés comme faibles à légers, tandis que ceux mesurés à cinq et plus peuvent causer de lourds dommages aux meubles, aux tuiles, aux maisons en bois, aux bâtiments en béton armé, aux routes, aux canalisations de gaz et d'eau.

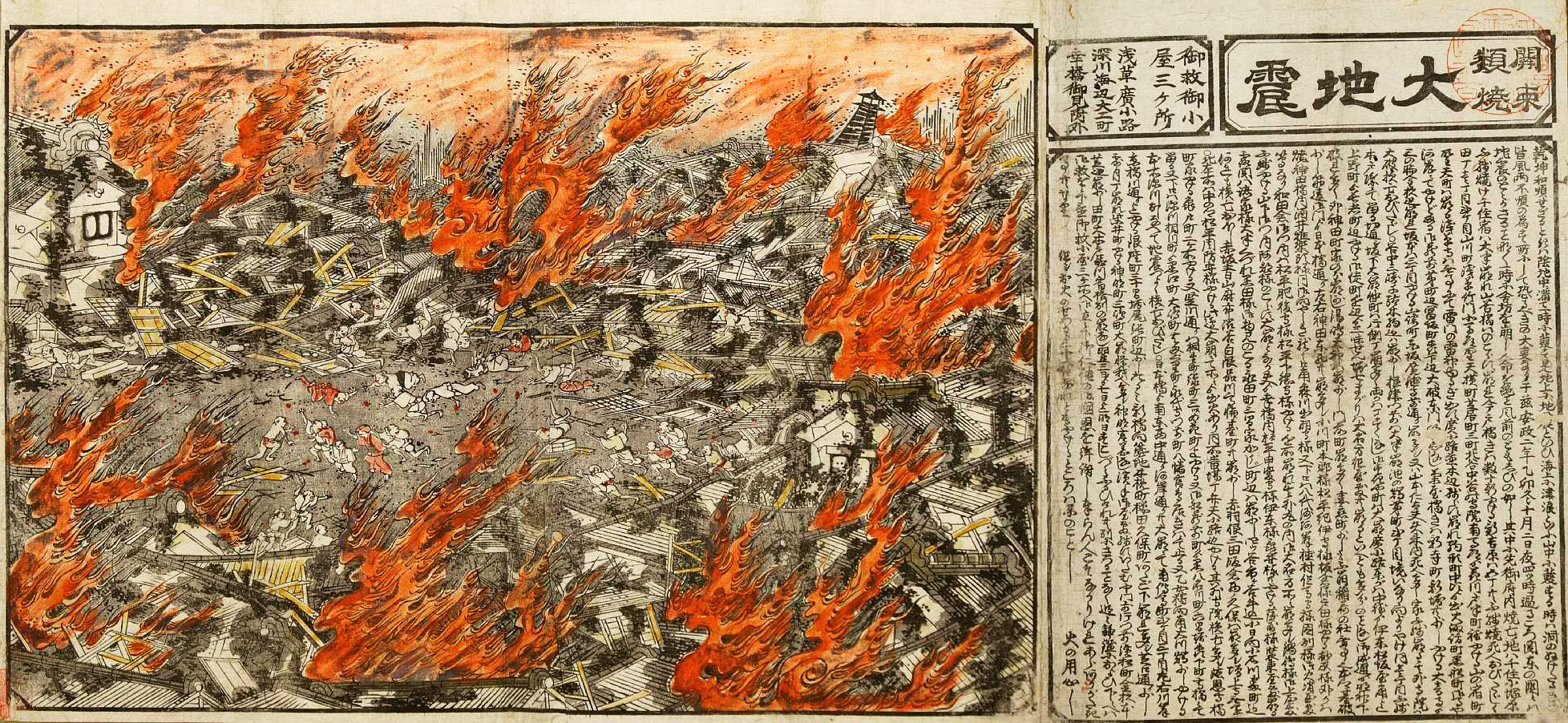
Edo, 1855.
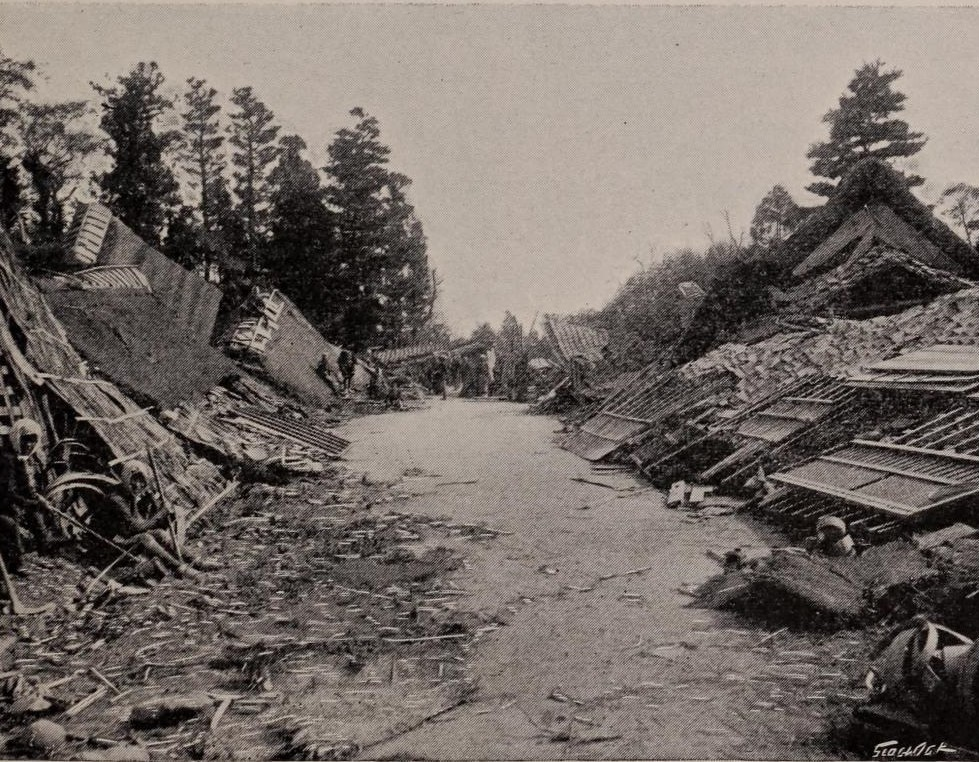
Nōbi, 1891.
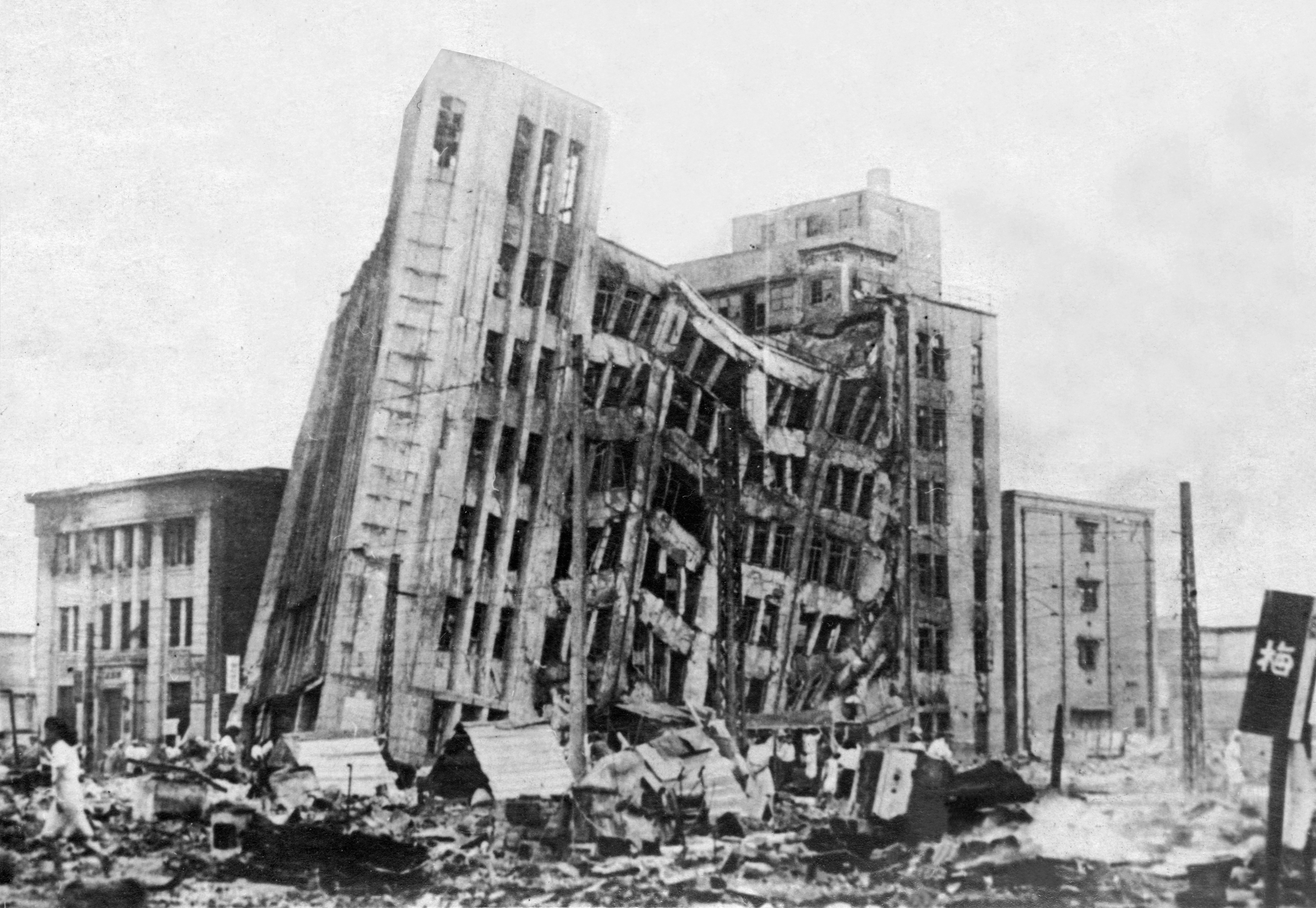
Fukui, 1948.
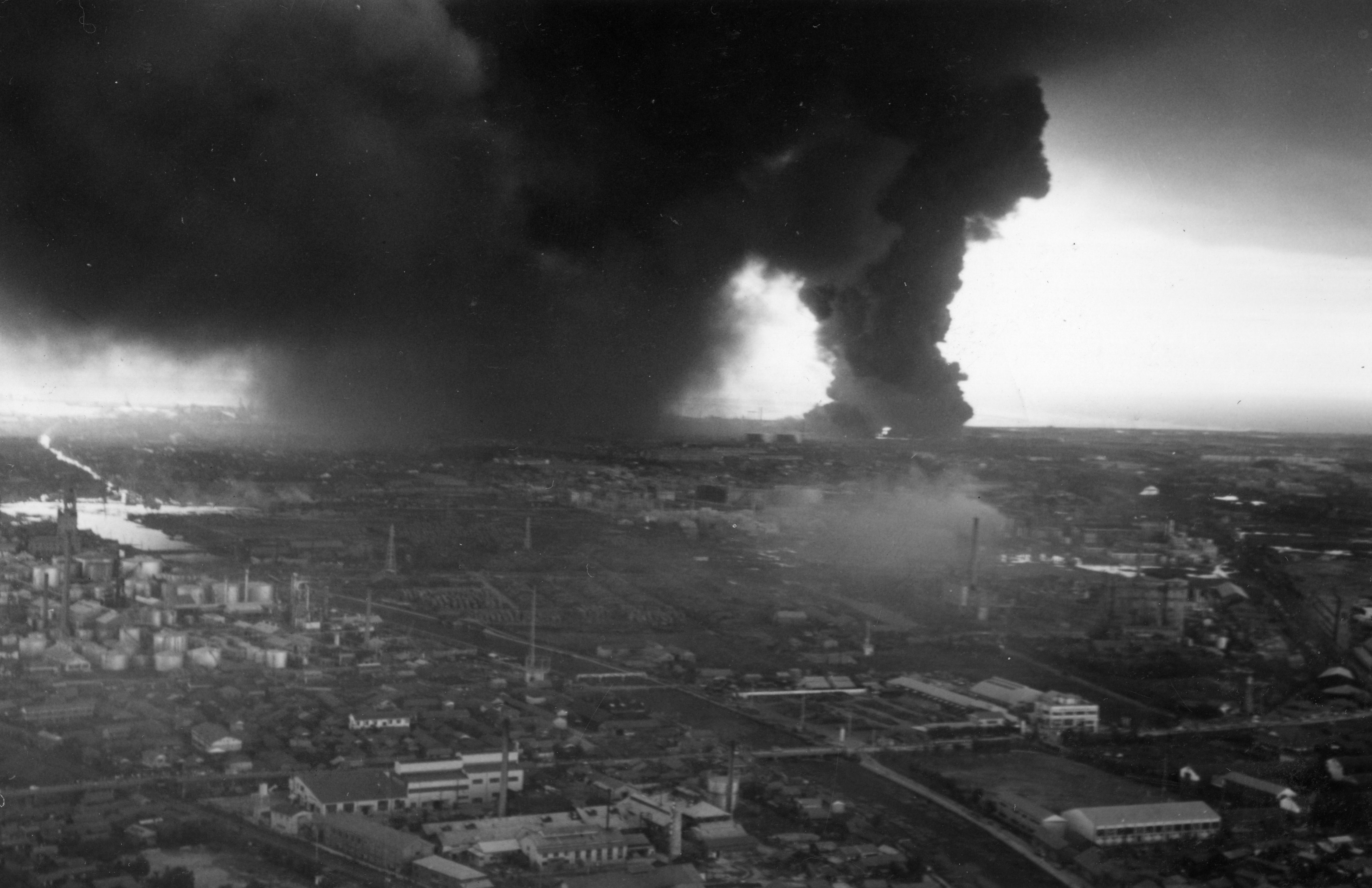
Niigata, 1964.

## Par ordre chronologique
| Date               | Heure locale | Nom du séisme                                  | Magnitude                    | Épicentre / Zone géographique                                           | Victimes                            | Observations |
| ------------------ | ------------ | ---------------------------------------------- | ---------------------------- | ----------------------------------------------------------------------- | ----------------------------------- | --- |
| 29 novembre 684    | ...          | Séisme de Hakuhō (ja)                          | 8,4 Mk (échelle de Kawasumi) | Le long de la fosse de Nankai                                           | 101-1000                            | Dommages sévères. |
| 13 juillet 869     | ...          | Séisme de Jōgan                                | 8,3 Mk                       | Large de l'actuelle préfecture d'Iwate                                  | 1 000                               | Un tsunami détruit la ville de Tagajō.                                                                                  |
| 3 août 1361        | ...          | Séisme de Shōhei (ja)                          | 8,5 Ms                       | Le long de la fosse de Nankai                                           |                                     | Tsunami. |
| 20 septembre 1498  | 8 h 00       | Séisme de 1498 de Meiō                         | 8,6 Ms                       | Nankaidō                                                                | entre 5000 et 41000 morts           | Tsunami. |
| 31 décembre 1703   | ...          | Séisme de Genroku (en)                         | 8,0 ML                       | Edo                                                                     | plus de 108 000                     | Le séisme tua environ 2 300 personnes alors que le tsunami en a tué environ 100 000.                                    |
| 28 octobre 1707    | ...          | Séisme de Hōei                                 | 8,6 ML                       | Péninsule de Kii                                                        | plus de 5 000                       | L'un des plus violents séismes que le Japon ait connus.                                                                 |
| 24 avril 1771      | ...          | Séisme de 1771 à Yaeyama                       | 7,4 Mk                       | Îles Yaeyama                                                            | plus de 10 000                      | Le séisme est suivi d'un tsunami d'une hauteur jusqu'à 85 mètres.                                                       |
| 21 mai 1792        | ...          | Séismes dus à l'Éruption du mont Unzen en 1792 | 6,4 Ms                       | Mont Unzen                                                              | 15 000 morts                        | Tsunami ; destruction d'un partie de la ville de Shimabara                                                              |
| 8 mai 1847         | 21 h 30      | Séisme de 1847 à Nagano                        | 7,4 Ms                       | Nagano                                                                  | plus de 8600 morts                  | |
| 23 décembre 1854   | ...          | Séisme de 1854 de Tōkai (en)                   | 8,4 Mk                       | Baie de Suruga                                                          | plus de 2 000                       | Le séisme est suivi d'un tsunami de plus de 13 mètres. Il y eut des dégâts jusqu'à Edo (Grands séismes de l'ère Ansei). |
| 24 décembre 1854   | ...          | Séisme de 1854 de Nankai (en)                  | 8,4 Mk                       | Nankai                                                                  | plus de 10 000                      | Il y eut des dégâts jusqu'à Kyūshū et un tsunami de 7,5 mètres (Grands séismes de l'ère Ansei).                         |
| 11 novembre 1855   | 22 h 00      | Séisme de 1855 à Edo                           | 7,0 Ms                       | Edo                                                                     | 6 641 morts ; 2759 blessés          | La ville est détruite par un incendie.                                                                                  |
| 9 avril 1858       |              | Séisme de 1858 de Hietsu                       | 7,1 M                        | Province d'Etchū                                                        | entre 200 et 300 morts              | |
| 28 octobre 1891    | ...          | Séisme de Nōbi ou de Mino Owari                | 8,0 ML                       | Préfecture de Gifu                                                      | 7 273                               | |
| 15 juin 1896       | 19 h 32      | Séisme de 1896 à Sanriku                       | 8,5 ML                       | Préfecture d'Iwate                                                      | 22 000                              | |
| 1er septembre 1923 | 11 h 58      | Séisme de 1923 de Kantō                        | 8,3 ML                       | Izu ō-shima                                                             | entre 100 000 et 142 000            | Un gigantesque incendie détruit Tokyo.                                                                                  |
| 7 mars 1927        | 18 h 27      | Séisme de 1927 à Tango                         | 7,0 Mw                       | nord de la préfecture de Kyoto                                          | 2 925 morts                         | |
| 2 mars 1933        | ...          | Séisme de 1933 à Sanriku                       | 8,4 Mw                       | Préfecture d'Iwate                                                      | plus de 3 000                       | |
| 10 septembre 1943  | 17 h 36      | Séisme de 1943 à Tottori                       | 7,0 Mw                       | Préfecture de Tottori                                                   | 1 083 morts                         | |
| 7 décembre 1944    | 13 h 35      | Séisme de 1944 à Tōnankai                      | 8,1 Mw                       | Région du Tōkai                                                         | 998 morts ; 3059 blessés            | |
| 20 décembre 1946   | 19 h 19      | Séisme de 1946 à Nankai                        | 8,1 Mw                       | entre le Kansai et Shikoku                                              | 1 362 morts                         | |
| 28 juin 1948       | 16 h 13      | Séisme de 1948 à Fukui                         | 7,1 Mw                       | Sakai                                                                   | 3 769 morts                         | |
| 16 juin 1964       | 13 h 1       | Séisme de 1964 à Niigata                       | 7,5 Mw                       | Niigata                                                                 | 36 morts                            | Tsunami, liquéfaction du sol.                                                                                           |
| 16 mai 1968        | 9 h 49       | Séisme de 1968 à Tokachi                       | 8,2 Mw                       | entre la fosse du Japon et la fosse des Kouriles                        | 47 morts                            | Tsunami. |
| 12 juin 1978       | 17 h 14      | Séisme de 1978 à Miyagi                        | 7,7 Ms                       | entre la cote et la fosse du Japon                                      | 28 morts                            | Tsunami. |
| 26 mai 1983        | 11 h 59      | Séisme de 1983 en mer du Japon                 | 7,8 Mw                       | Aomori et Akita                                                         | 100 morts                           | |
| 14 septembre 1984  | 8 h 48       | Séisme de 1984 à Otaki                         | 6,3 Ms                       | Préfecture de Nagano                                                    | 14 morts ; 10 blessés ; 15 disparus | |
| 12 juillet 1993    | 13 h 17      | Séisme de 1993 à Hokkaidō                      | 7,7 Mw                       | Ouest d'Hokkaidō                                                        | 230 morts                           | Tsunami. |
| 17 janvier 1995    | 5 h 46       | Séisme de 1995 à Kobe                          | 7,3 Mj                       | Awaji-shima                                                             | 6 434 morts                         | |
| 23 octobre 2004    | 17 h 56      | Séisme de 2004 de Chūetsu                      | 6,6 Mw                       | Préfecture de Niigata                                                   | 31 morts et 2 500 blessés           | |
| 20 mars 2005       | 10 h 53      | Séisme de 2005 à Fukuoka                       | 6,6 Mw                       | Préfecture de Fukuoka                                                   | 1 mort ; 1204 blessés               | |
| 16 juillet 2007    | 10 h 13      | Séisme de 2007 de Chūetsu-oki                  | 6,6 Mw                       | Niigata                                                                 | 11 morts et plus de 1 000 blessés   | |
| 14 juin 2008       | 8 h 43       | Séisme de 2008 à Iwate                         | 6,9 Mw                       | Iwate                                                                   | 9 morts et 224 blessés              | |
| 11 août 2009       | 5 h 7        | Séisme de 2009 à Shizuoka                      | 6,2 Mw                       | Shizuoka                                                                | au moins 110 blessés                | |
| 11 mars 2011       | 14 h 46      | Séisme de 2011 de la côte Pacifique du Tōhoku  | 9,1 Mw                       | Tōhoku                                                                  | 15 894 morts, 2 563 disparus        | Le séisme le plus violent enregistré au Japon.                                                                          |
| 12 mars 2011       | 3 h 59       | Séisme de 2011 du nord de Nagano               | 6,7                          | Nord de la préfecture de Nagano                                         | 3 morts                             | |
| 15 mars 2011       | 22 h 31      | Séisme de 2011 de l'est de Shizuoka            | 6,4                          | Est de la préfecture de Shizuoka                                        |                                     | |
| 7 avril 2011       | 23 h 32      | Séisme de 2011 d'Ibaraki                       | 7,2                          | Au large de la préfecture d'Ibaraki                                     | 4 morts                             | Séisme lié au séisme de 2011 de la côte Pacifique du Tōhoku.                                                            |
| 11 avril 2011      | 17 h 16      | Séisme d'avril 2011 de Fukushima               | 6,6 Mw                       | Est de la préfecture de Fukushima                                       | 4 morts                             | Séisme lié au séisme de 2011 de la côte Pacifique du Tōhoku, avec une réplique de 6,4 le 12 avril.                      |
| 14 mars 2014       | 2 h 6        | Séisme de 2014 en Mer de Iyo                   | 6,3 Mw                       | mer de Iyo (ja)                                                         | 21 blessés                          | |
| 30 mai 2015        | 20 h 23      | Séisme de 2015 de l'archipel Ogasawara         | 7,8 Mw                       | Océan Pacifique                                                         | 0                                   | L'hypocentre, situé à une profondeur de 691 kilomètres, est le plus profond jamais observé.                             |
| 14 novembre 2015   | 5 h 51       |                                                | 7,0                          | Côte sud ouest du Japon                                                 | 0                                   | |
| 14 avril 2016      | 21 h 26      | Séismes de 2016 de Kumamoto                    | 6,2 Mw                       | île de Kyushu et la région de Kumamoto, dans le sud-ouest de l’archipel | 58                                  | plus de 130 répliques                                                                                                   |
| 22 novembre 2016   | 5 h 59       | Séisme de 2016 à Fukushima                     | 6,9 Mw                       | Au large des côtes de la préfecture de Fukushima                        | 17 blessés                          | |
| 18 juin 2018       | 7 h 58       | Séisme de 2018 à Osaka                         | 5,6 Mw                       | Préfecture d'Osaka                                                      | 4 morts ; 428 blessés               | |
| 6 septembre 2018   | 18 h 07      | Séisme de 2018 à Hokkaidō                      | 6,6 Mw                       | Hokkaidō, Sous-préfecture d'Iburi, Tomakomai                            | 44                                  | Aucune personne n'est ensuite portée disparue.                                                                          |
| 18 juin 2019       | 22 h 22      | Séisme de 2019 à Yamagata                      | 6,4 Mw                       | Préfecture de Yamagata                                                  | 43 blessés                          | |
| 13 février 2021    | 23 h 07      | Séisme de 2021 à Fukushima                     | 7,1 Mw                       | près de Fukushima                                                       | 3 morts ; 186 blessés               | |
| 16 mars 2022       | 23 h 36      | Séisme de 2022 à Fukushima                     | 7,3 Mw                       | Au large de la préfecture de Fukushima                                  | 4                                   | |
| 1er janvier 2024   | 16 h 10      | Séisme de 2024 dans la péninsule de Noto       | 7,5 Mw                       | Au nord de la préfecture d'Ishikawa                                     | 238                                 | 238 morts, 19 disparus et 1 287 blessés. Ce séisme est surnommé : Le séisme du nouvel an 2024.                          |
| 8 août 2024        | 9 h 43       | Séisme de 2024 au large de Miyazaki            | 7,1 Mw                       | Au large de la préfecture de Miyazaki                                   | 5                                   | 5 blessés et de dégâts importants sur des maisons, commerces, routes et ponts. Ce bilan risque d’évoluer.               |

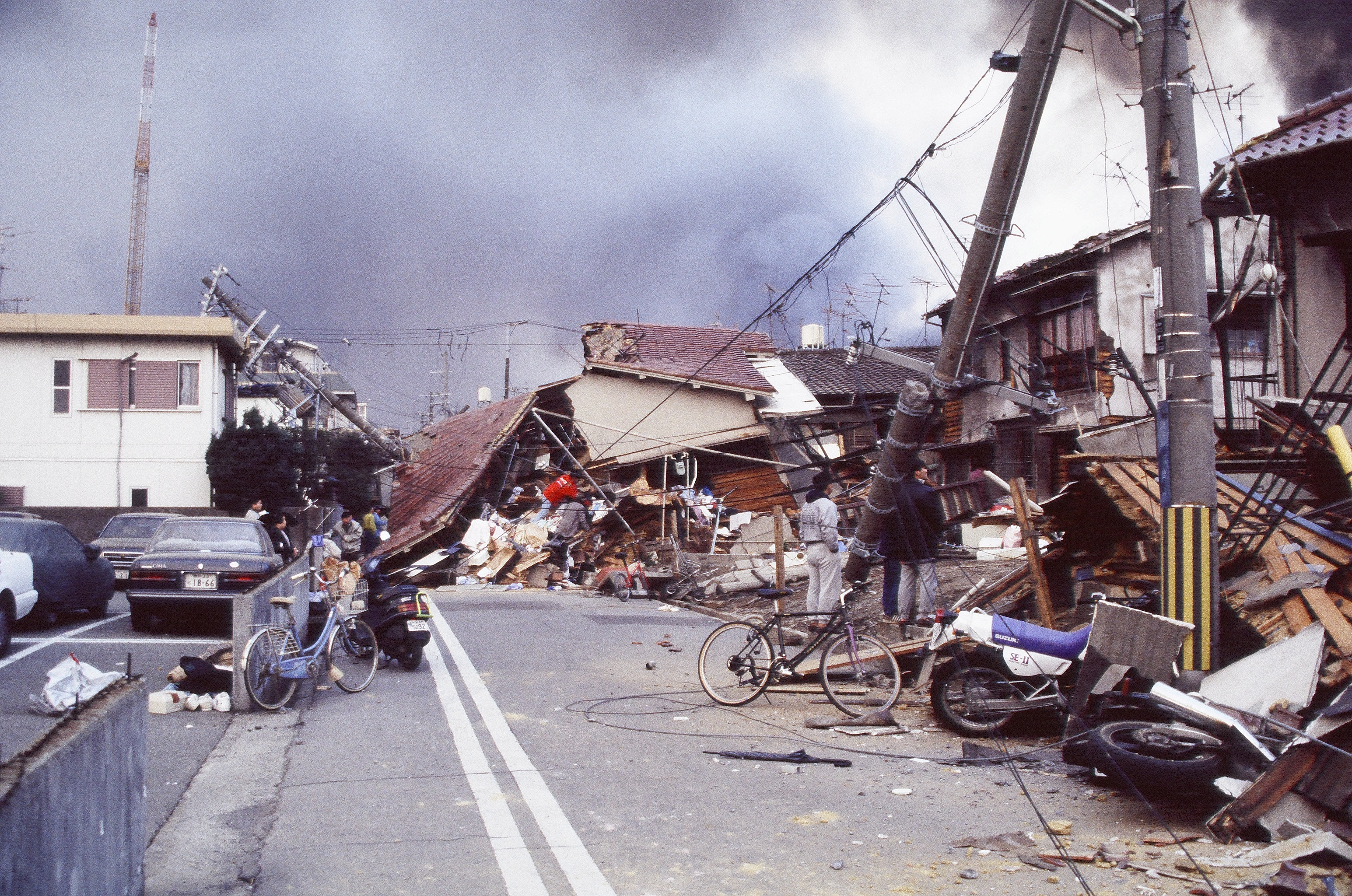
Hanshin-Awaji, 1995.
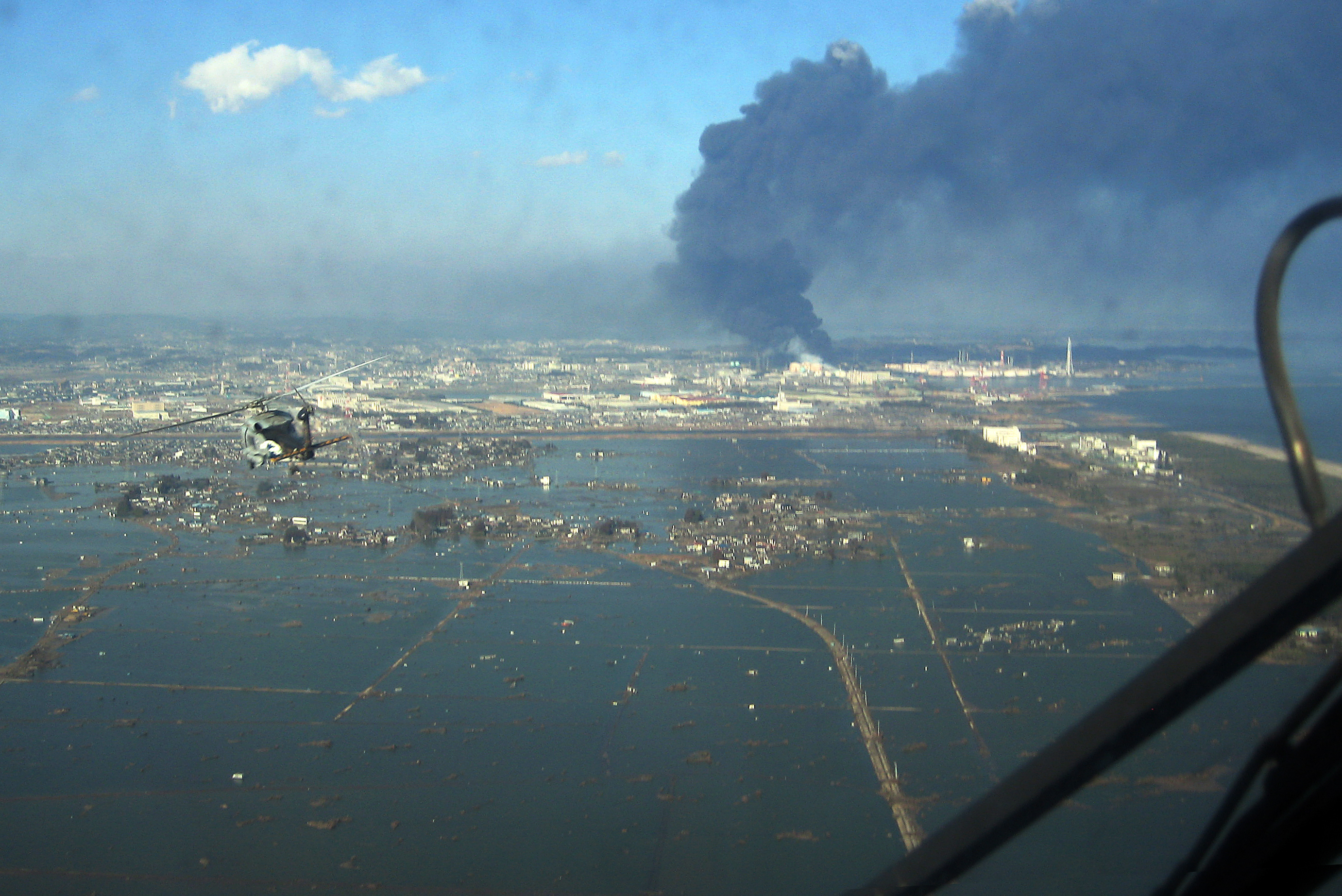
Tōhoku, 2011.
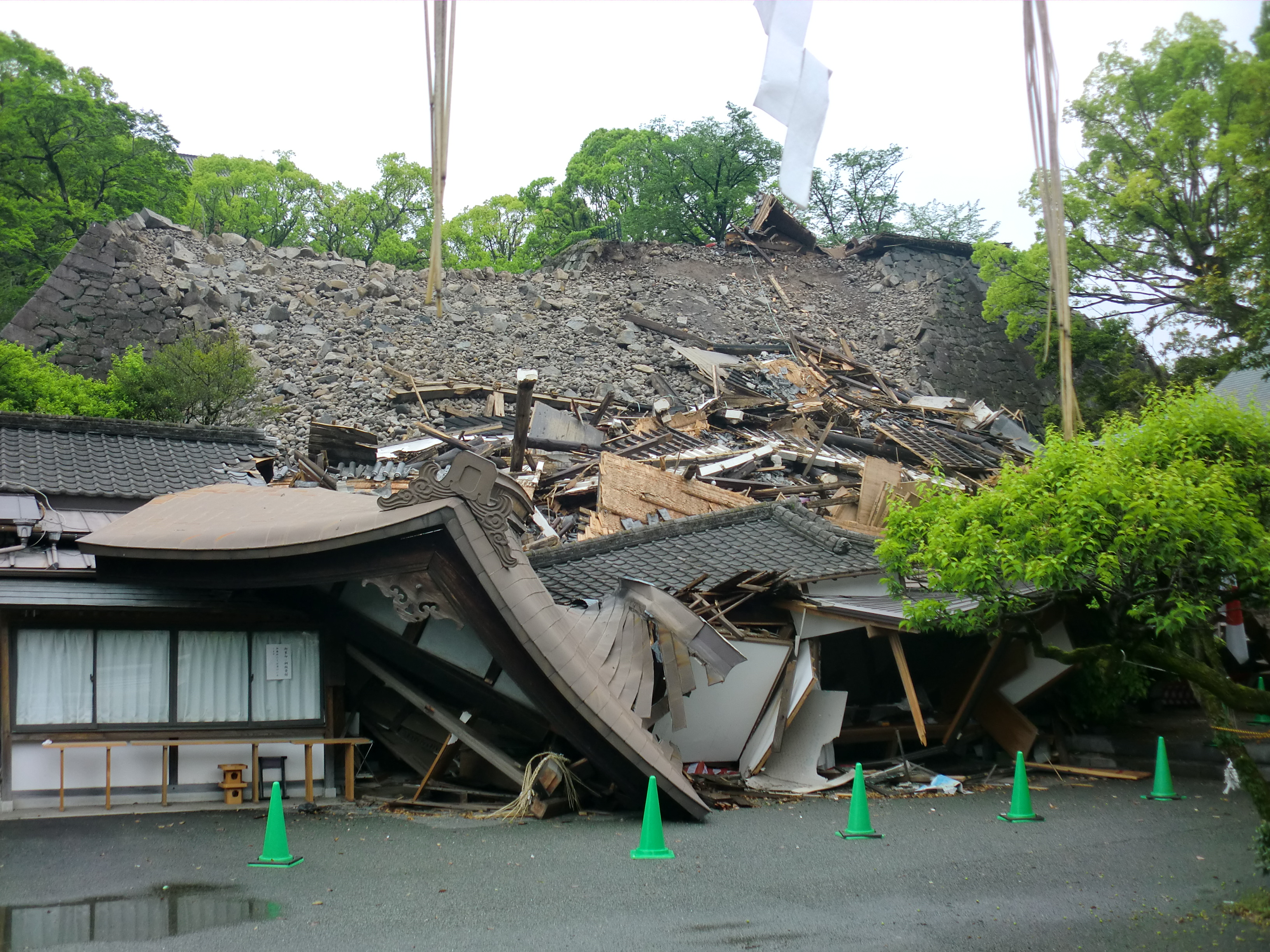
Kumamoto, 2016.
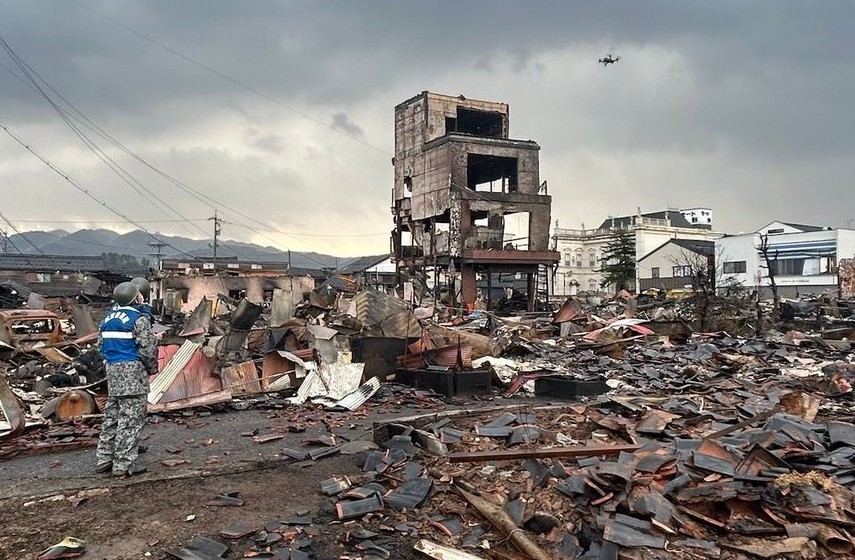
Péninsule de Noto, 2024.